# Zabrđe (Ston)
Zabrđe is een plaats in de gemeente Ston in de Kroatische provincie Dubrovnik-Neretva. De plaats telt 67 inwoners (2001).